# Il futuro che sarà
Il futuro che sarà è un singolo della cantante italiana Chiara, pubblicato il 12 febbraio 2013 come primo estratto dal primo album in studio Un posto nel mondo.

## Descrizione
La canzone, prodotta da Carlo Ubaldo Rossi e composta da Francesco Bianconi (Baustelle), Luca Chiaravalli e Alea Lissette Gonzalez, è stata presentata al Festival di Sanremo 2013. Il brano ha superato la selezione legata al nuovo meccanismo di gara, venendo scelto rispetto al brano L'esperienza dell'amore. Il brano presenta sonorità in stile tipo tango e milonga.

## Tracce
Testi di Francesco Bianconi, musiche di Luca Chiaravalli, Lisette Gonzalez-Alea.
1. Il futuro che sarà – 3:30

## Video musicale
Il videoclip è stato pubblicato il 15 febbraio 2013 attraverso il canale YouTube della cantante.

## Formazione
- Chiara – voce
- Alberto Tafuri – pianoforte
- David Pacetto – bandoneón
- Torbel Fuitaar – basso elettrico
- Lorc Sarosi – batteria
- GnuQuartet:
  - Roberto Izzo – violino
  - Raffaele Rebaudengo – viola
  - Stefano Cabrera – violoncello
  - Francesca Rapetti – flauto

## Classifiche
| Classifica (2013) | Posizione massima |
| ----------------- | ----------------- |
| Italia            | 16                |